# Caesalpinia violacea
Yarúa (Caesalpinia violacea) es una specie de árbol de la familia Fabaceae, que se encuentra en Belice, Guatemala, México, Cuba y Jamaica, por debajo de los 300 m s. n. m.

## Descripción
Alcanza hasta 18 m de altura. El tronco mide entre 35 y 40 cm de diámetro. Presenta corazón amplio, la madera es de color variable entre amarillo, anaranjado rojizo y el rojo, de textura media, grano recto, a veces irregular, dura, pesada, muy resistente, y durable. Contiene un tinte rojo. La albura es estrecha y de color gris. Las hojas son bicompuestas, grandes, con folíolos ovales. Tiene flores de color amarillo, rosado o lila, en racimos compactos. Florece en abril. Su fruto es una legumbre aplanada, seca y blanda y contiene entre 6 y 10 semillas duras.

## Usos
La madera del tronco es utilizada en obras de construcción, carros pesados, rayos, mazos de carretas, horcones, postes y traviesas.
Los antiguos Mayas utilizaban un pigmento rojo de esta planta para pintar manos rojas en las paredes.

## Crecimiento
Crece rápido y es fácil de trasplantar. En la naturaleza se la encuentra en suelos rojos, pedregosos y rojos arenosos de costas altas, no tolera la sombra ni la humedad excesiva.

## Taxonomía
Caesalpinia violacea fue descrito por (Mill. Standl. y publicado en Publications of the Carnegie Institution of Washington 461(4): 61. 1935.
Etimología
Caesalpinia: nombre genérico que fue otorgado en honor del botánico italiano Andrea Cesalpino (1519-1603).
violacea: epíteto latíno que significa "de color violeta".
Sinonimia
- Baryxylum brasiliense (L.) Pierre
- Brasilettia brasiliensis (L.) Kuntze
- Brasilettia violacea (Mill.) Britton & Rose
- Caesalpinia brasiliensis Sw.
- Caesalpinia brasiliensis L.
- Caesalpinia cubensis Greenm.
- Peltophorum brasiliense (L.) Urb.
- Peltophorum linnaei Benth.
- Robinia violacea Mill. basónimo[9]